# Mária Antónia nápoly–szicíliai királyi hercegnő (1851–1938)
Bourbon–Szicíliai Mária Antónia (teljes nevén Mária Antónia Jozefa Leopoldina, olaszul: Principessa Maria Antonietta di Borbone-Due Sicilie; Nápoly, Két Szicília Királysága, 1851. március 16. – Freiburg im Breisgau, Harmadik Birodalom, 1938. szeptember 12.), a Bourbon-ház nápoly–szicíliai ágából származó királyi hercegnő, Ferenc di Paola, Trapani grófja és Habsburg–Toscanai Mária Izabella főhercegnő legidősebb leánya, aki unokatestvérével, Alfonz királyi herceggel kötött házassága révén Caserta grófnéja.

## Származása
Mária Antónia 1851. március 16-án született Nápolyban, a Capeting-dinasztiából való Bourbon-ház nápoly–szicíliai királyi ágának tagjaként. Apja Ferenc di Paola királyi herceg, Trapani grófja, aki I. Ferenc nápoly–szicíliai király és Spanyolországi Mária Izabella infánsnő fia volt. Apai nagyapai dédszülei I. Ferdinánd nápoly–szicíliai király és Habsburg–Lotaringiai Mária Karolina főhercegnő (Habsburg Mária Terézia osztrák uralkodónő leánya), míg apai nagyanyai dédszülei IV. Károly spanyol király és Mária Lujza Bourbon–parmai hercegnő (I. Fülöp parmai herceg leánya) voltak.
Édesanyja a Habsburg–Lotaringiai-ház toscanai ágából való Mária Izabella főhercegnő, aki II. Lipót toszkánai nagyherceg és Bourbon–Szicíliai Mária Antónia hercegnő leánya volt. Anyai nagyapai dédszülei III. Ferdinánd toszkánai nagyherceg és Bourbon–Szicíliai Lujza Mária hercegnő (szintén I. Ferdinánd nápoly–szicíliai király leánya), míg anyai nagyanyai dédszülei szintén I. Ferenc nápoly–szicíliai király és Spanyolországi Mária Izabella infánsnő (hitvese szülei) voltak.
Mária Antónia volt szülei hat gyermeke közül a legidősebb. Egyetlen felnőttkort megért testvére Mária Karolina Pia királyi hercegnő, aki Andrzej Przemysław Zamoyski lengyel gróf hitvese lett.

## Házassága és gyermekei
Mária Antónia hercegnő férje első unokatestvére, Alfonz, Caserta grófja lett. Alfonz volt II. Ferdinánd nápoly–szicíliai király (Mária Antónia apai nagybátyja) és Habsburg–Tescheni Mária Terézia főhercegnő harmadik gyermeke. Házasságukra 1868. június 8-án került sor Rómában. Kapcsolatukból összesen tizenkét gyermek született:
1. Ferdinánd Piusz királyi herceg (1869. július 25. – 1960. január 17.), Calabria hercege, névleges szicíliai kettős király
2. Károly Mária királyi herceg (1870. november 10. – 1949. november 11.), házasságai révén spanyol infáns
3. Ferenc di Paola királyi herceg (1873. július 14. – 1876. június 26.), gyermekként elhunyt
4. Mária Immakuláta királyi hercegnő (1874. október 30. – 1947. november 28.), János György szász királyi herceg felesége
5. Mária Krisztina királyi hercegnő (1877. április 10. – 1947. október 4.), Habsburg–Toscanai Péter Ferdinánd főherceg hitvese
6. Mária Grácia királyi hercegnő (1878. augusztus 12. – 1973. június 20.), Lajos orléans–bragançai herceg felesége
7. Mária Jozefa királyi hercegnő (1880. február 25. – 1971. július 22.)
8. Gennaro királyi herceg (1882. január 24. – 1944. április 11.), felesége Beatrice Bordessa, Villa Colli grófnője
9. Rainer királyi herceg (1883. december 3. – 1973. január 13.), Maria Carolina Zamoyska lengyel grófnő férje
10. Fülöp királyi herceg (1885. december 10. – 1949. március 9.), feleségül vette Mária Lujza orléans-i hercegnőt
11. Ferenc di Assisi királyi herceg (1897. január 1. – 1975. október 22.)
12. Gábor királyi herceg (1897. január 11. – 1975. október 22.)